# Elodes sieberi
Elodes sieberi es una especie de coleóptero de la familia Scirtidae.

## Distribución geográfica
Habita en Grecia.